# 中山乃莉子
中山 乃莉子（なかやま のりこ、本名は「典子」）は、日本の脚本家。日本脚本家連盟ライターズスクール卒業（50期生）、2019年現在講師。

## 経歴
1989年、第3回フジテレビヤングシナリオ大賞佳作受賞（中山典子名義）。その後主にフジテレビのドラマのいわゆるトレンディドラマの脚本をいくつか手がけており、特に「もう誰も愛さない」はジェットコースタードラマと言われ、3分見逃すと先がわからなくなると言われたほどのストーリーの展開の速さが話題を呼んだ。
フジテレビ系列の東海テレビが制作する昼のドラマを手がける機会が多い。

## 主な作品
- キモチいい恋したい!　（1990年・フジテレビ）
- 世にも奇妙な物語2　前世の恐怖　（1991年・フジテレビ）
- もう誰も愛さない　（1991年・フジテレビ）
- ラブストーリーは突然に　（1991年・フジテレビ）
- わがままな女たち　（1992年・フジテレビ）
- ツヨシしっかりしなさい　（1992年-1994年　フジテレビ）
- お正月スペシャルサザエさん6「磯野家分裂の危機！？の巻」（1996年1月・フジテレビ）
- 天晴れ夜十郎　（1996年・NHK）
- ドラマ新銀河・元気をあげる～救命救急医物語（1996年・NHK）
- NHK連続テレビ小説　やんちゃくれ（1999年・NHK）
- 救急ハート治療室　（1999年・フジテレビ）
- 金曜日の恋人たちへ　（2000年・TBSテレビ）
- 愛の劇場　再婚一直線!（2008年・TBSテレビ）
- 嫁VS姑!!どっちがキレる
- 東海テレビ昼のドラマ
  - 冬の輪舞（2005年1月期）
  - 緋の十字架（2005年10月期）
  - 愛の迷宮（2007年10月期）
- Lドラ　かりゆし先生ちばる!（2009年・テレビ東京）

ほか